# Back in Black (Cypress-Hill-Album)
Back in Black (englisch für „Zurück in Schwarz“) ist das zehnte Studioalbum der US-amerikanischen Rap-Gruppe Cypress Hill. Es erschien am 18. März 2022 über das Label BMG Rights Management.

## Produktion und Samples
Das Album wurde komplett von dem US-amerikanischen Musikproduzenten Black Milk produziert.
Takeover enthält ein Sample des Songs Anata No Omoide von den Tokyo Kid Brothers und der Refrain des Lieds Come with Me ist an Hail Mary von Tupac Shakur angelehnt.

## Covergestaltung
Das Albumcover ist nahezu komplett in Schwarz gehalten und zeigt den großen schwarzen Schriftzug Cypress Hill. Im unteren Teil befindet sich der Titel Back in Black in Gelb.

## Gastbeiträge
Auf zwei Liedern des Albums sind neben Cypress Hill weitere Künstler vertreten. So ist der Rapper Demrick auf Certified zu hören, während der Rapper Dizzy Wright an Bye Bye beteiligt ist.

## Titelliste
| #     | Titel          | Gastbeiträge | Produzent  | Länge |
| ----- | -------------- | ------------ | ---------- | ----- |
| 1     | Takeover       |              | Black Milk | 3:15  |
| 2     | Open Ya Mind   |              | Black Milk | 3:44  |
| 3 (*) | Anymore        |              | Black Milk |       |
| 4     | Certified      | Demrick      | Black Milk | 3:09  |
| 5     | Bye Bye        | Dizzy Wright | Black Milk | 3:48  |
| 6     | Come with Me   |              | Black Milk | 3:15  |
| 7     | The Original   |              | Black Milk | 2:54  |
| 8     | Hit ’Em        |              | Black Milk | 2:19  |
| 9     | Break of Dawn  |              | Black Milk | 2:54  |
| 10    | Champion Sound |              | Black Milk | 3:04  |
| 11    | The Ride       |              | Black Milk | 4:04  |

(*) Anymore ist nur auf der Schallplattenversion des Albums enthalten.

## Chartplatzierungen und Singles
Back in Black stieg am 25. März 2022 auf Platz 17 in die deutschen Albumcharts ein und verließ in der folgenden Woche die Top 100.
| ChartsChartplatzierungen | Höchstplatzierung | Wochen |
| ------------------------ | ----------------- | ------ |
| Deutschland (GfK)        | 17 (1 Wo.)        | 1      |
| Österreich (Ö3)          | 56 (1 Wo.)        | 1      |
| Schweiz (IFPI)           | 12 (2 Wo.)        | 2      |

Als erste Single erschien bereits am 16. März 2021 das Lied Champion Sound. Die zweite Auskopplung Open Ya Mind wurde am 29. Oktober 2021 veröffentlicht und die dritte Single Bye Bye folgte am 21. Januar 2022. Alle Songs konnten sich nicht in den Charts platzieren. Am Tag der Albumveröffentlichung erschien zudem ein Musikvideo zum Track Certified.

## Rezeption
Back in Black wurde von Kritikern überwiegend positiv bewertet. Die Seite Metacritic errechnete aus elf Bewertungen englischsprachiger Medien einen Schnitt von 76 %.
Yannik Gölz von laut.de bewertete Back in Black mit drei von fünf Punkten. Cypress Hill lieferten „ein solides Album mit ein paar starken Songs“, das „für eine halbe Stunde Denkmalpflege“ betreibe. Es habe „etwas Rap-Konservatives an sich“ und erinnere an die Anfangszeiten der Gruppe in den 1990er Jahren. Jedoch liefere das Album nichts Neues und auch die Texte seien „durchwachsen und ein bisschen oberflächlich.“